# にぶんのいち夫婦
『にぶんのいち夫婦』（にぶんのいちふうふ）は、夏川ゆきのによる日本の小説および、それを基にして黒沢明世がコミカライズした漫画作品。小説投稿サイト「エブリスタ」で2018年1月15日から4月20日まで掲載された原作小説を基に、2019年2月27日から同名漫画がウェブコミック配信サイト「マンガボックス」（DeNA）で連載されている（隔週水曜日掲載）。2022年2月時点で累計部数は260万部を突破している。
一見するととても仲が良さそうな夫婦だが、29歳の妻が夫のスマートフォンに送られてきた浮気を示唆するようなメールを見たことがきっかけとなり、夫婦の絆を取り戻すために証拠探しなどに奔走する様を描く。
2022年5月、「ピッコマ」主催の「ピッコマAWARD 2022」マンガ部門にて、AURUM賞を受賞。

## 登場人物
中山文
29歳。結婚2年目の専業主婦でコールセンターに勤務。ある日、夫のスマートフォンに送られてきた浮気を示唆するメールを見て、夫を疑うようになる。
中山和真
32歳。文より3歳上の夫。イケメンで優しい夫だと評判だが、夜の帰りが遅くなるなど不審な点が多い。
樋口
20歳。文の同僚であり、大学生。文のために和真の浮気の真相を探る手助けをする。
立川さとみ
和真の同僚。容姿端麗で特に男性から好かれている。
高梨克己
和真の同僚。和真の秘密を握っているらしい。
香住
さやか
多恵
菜摘
優香
文の友人たち。

## 書誌情報
- 夏川ゆきの（原作）・ 黒沢明世（漫画） 『にぶんのいち夫婦』祥伝社〈フィールコミックス〉、全8巻
  1. 2020年4月8日発売[祥 1] 、ISBN 978-4-396-79154-4
  2. 2020年4月8日発売[祥 2]、ISBN 978-4-396-79155-1
  3. 2020年5月8日発売[祥 3]、ISBN 978-4-396-79156-8
  4. 2020年7月8日発売[祥 4]、ISBN 978-4-396-79162-9
  5. 2020年10月8日発売[祥 5]、ISBN 978-4-396-79169-8
  6. 2021年3月8日発売[祥 6]、ISBN 978-4-396-79180-3
  7. 2021年7月8日発売[祥 7]、ISBN 978-4-396-79192-6
  8. 2022年2月8日発売[祥 8]、ISBN 978-4-396-79209-1

## テレビドラマ
2021年6月3日（2日深夜）から7月29日（28日深夜）まで、深夜ドラマ枠「ドラマParavi」で放送された。主演は比嘉愛未。

### キャスト
中山文〈32〉
演 - 比嘉愛未（高校時代：崎本紗衣）
結婚2年目の主婦。コールセンターに勤務している。旧姓：西﨑。
中山和真
演 - 竹財輝之助
文の夫。
樋口亮
演 - 坂東龍汰
文と同じコールセンターでバイトしている大学生。
今井優香〈32〉
演 - 瀬戸さおり（高校時代：凛美）
専業主婦。
高梨克己
演 - 小久保寿人
和真の同僚。
立川さとみ
演 - 伊藤萌々香
和真が勤務する会社の新入社員。
小倉真奈美
演 - 安倍乙
文と樋口の同僚。
畑野さやか〈32〉
演 - 黒川智花（高校時代：大塚萌香）
スタイリスト。
三浦香住〈32〉
演 - 秋元才加（高校時代：平塚日菜）
輸入雑貨を扱う商社に勤務するキャリアウーマン。

### ゲスト
第1話
健
演 - 松岡広大（第6話・第7話）
香住の彼氏。
第2話
今井佳樹。
演 - 佐野泰臣（第5話）
優香の夫。
第3話
中山和宏
演 - 遠藤たつお
和真の父。
中山美代子
演 - 辻沢杏子
和真の母。
雅恵
演 - 佐藤直子（第6話・最終話）
文の母。
第4話
西原
演 - 小柳心（最終話）
コールセンターの上司。

### スタッフ
- 原作 - 夏川ゆきの（原作）/ 黒沢明世（漫画）『にぶんのいち夫婦』（マンガボックス連載中）
- 脚本 - 川﨑いづみ
- 監督 - 松田礼人、山本剛義、加藤尚樹
- 音楽 - 田渕夏海
- 選曲 - 遠藤浩二
- オープニングテーマ - 藤川千愛「片っぽのピアス」[9]
- エンディングテーマ - NakamuraEmi「1の次は」[9]
- 技術協力 - TBSアクト
- 照明協力 - Kカンパニー
- 美術協力 - BEENS
- チーフプロデューサー - 山鹿達也（テレビ東京）
- プロデューサー - 田辺勇人（テレビ東京）、塩村香里（スパークル）
- 制作 - テレビ東京、スパークル
- 製作著作 - 「にぶんのいち夫婦」製作委員会

### 放送日程
| 各話   | 放送日  | サブタイトル        | ラテ欄                | 監督     |
| ------ | ------- | ------------------- | --------------------- | -------- |
| 第1話  | 6月03日 | 純愛と裏切り        | 不倫!? 裏切りの朝     | 松田礼人 |
| 第2話  | 6月17日 | 疑惑のキス          | 浮気確定!? 疑惑のキス | 松田礼人 |
| 第3話  | 6月24日 | 裏切りの夜          | 偽りのキス…涙の決意   | 山本剛義 |
| 第4話  | 7月01日 | 俺と浮気しませんか? | 浮気夫VS年下イケメン  | 山本剛義 |
| 第5話  | 7月08日 | 戦う覚悟            | 新たな恋!? 涙の決断…  | 加藤尚樹 |
| 第6話  | 7月15日 | 嘘の正体            | 衝撃! 浮気相手の正体  | 山本剛義 |
| 第7話  | 7月22日 | 偽りの代償          | 真実の愛…偽りの代償   | 松田礼人 |
| 最終話 | 7月29日 | にぶんのいち夫婦    | 最終回! 夫婦の結末…   | 松田礼人 |

- 6月10日は「にぶんのいち夫婦」の裏側大公開スペシャル!を放送[注釈 1]。
- 7月1日は「テレ東音楽祭2021」放送のため30分遅れ（1:10 - 1:40）で放送。
- 7月22日・29日は10分遅れ（0:50 - 1:20）で放送。

### 放送局
| 放送期間                 | 放送時間                     | 放送局         | 対象地域       | 備考           |
| ------------------------ | ---------------------------- | -------------- | -------------- | -------------- |
| 2021年6月3日 - 7月29日   | 木曜 0:40 - 1:10（水曜深夜） | テレビ東京     | 関東広域圏     | 製作局         |
|                          |                              | テレビ大阪     | 大阪府         |                |
|                          |                              | テレビ愛知     | 愛知県         |                |
|                          |                              | テレビせとうち | 岡山県・香川県 |                |
|                          |                              | テレビ北海道   | 北海道         |                |
|                          |                              | TVQ九州放送    | 福岡県         |                |
| 2021年10月1日 - 11月19日 | 金曜 0:00 - 0:30（木曜深夜） | BSテレ東（2K） | 全国           |                |
|                          |                              | BSテレ東4K     | 全国           | 4K制作版で放送 |

| テレビ東京系 ドラマParavi               | テレビ東京系 ドラマParavi                   | テレビ東京系 ドラマParavi                           |
| 前番組                                  | 番組名                                      | 次番組                                              |
| --------------------------------------- | ------------------------------------------- | --------------------------------------------------- |
| 理想のオトコ （2021年4月8日 - 5月27日） | にぶんのいち夫婦 （2021年6月3日 - 7月29日） | 来世ではちゃんとします2 （2021年8月12日 - 9月30日） |

### 祥伝社コミックス
以下の出典は祥伝社 s-book.netからの情報に基づく。書誌情報の出典としている。　
1. ↑  “にぶんのいち夫婦 1”. 祥伝社コミックス.  祥伝社. 2021年5月15日閲覧。
2. ↑  “にぶんのいち夫婦 2”. 祥伝社コミックス.   祥伝社. 2021年5月15日閲覧。
3. ↑  “にぶんのいち夫婦 3”. 祥伝社コミックス.   祥伝社. 2021年5月15日閲覧。
4. ↑  “にぶんのいち夫婦 4”. 祥伝社コミックス.   祥伝社. 2021年5月15日閲覧。
5. ↑  “にぶんのいち夫婦 5”. 祥伝社コミックス.   祥伝社. 2021年5月15日閲覧。
6. ↑  “にぶんのいち夫婦 6”. 祥伝社コミックス.   祥伝社. 2021年5月15日閲覧。
7. ↑  “にぶんのいち夫婦 7”. 祥伝社コミックス.   祥伝社. 2021年7月8日閲覧。
8. ↑  “にぶんのいち夫婦 8”. 祥伝社コミックス.   祥伝社. 2022年2月8日閲覧。